# Cihlářský rybník (Tisá)
Cihlářský rybník je vodní plocha s rozlohou téměř 3,8 ha zhruba 1,5 km jihozápadně od Tisé poblíž města Libouchec v Ústeckém kraji. Napájí ho dva potůčky, odtok je přítokem potoka Tisá. Rybník náleží do povodí Jílovského potoka, který se v Děčíně vlévá do Labe.

## Historie
Rybník údajně vznikl někdy v 16. století, kdy oblast spravovali rytíři z Bünau (Bynova), tím, že došlo k zaplavení jámy, která sloužila k vykopávání jílu na cihly.[zdroj?] Ty se použily k výstavbě tiského zámku Schönstein, který pak byl v roce 1631 vypálen.
Roku 1924 se u břehů postavila rekreační zařízení a restaurace, po hladině se jezdilo na lodičkách a rybník byl oblíbené místo pro odpočinek. Vše bylo v roce 1945 zničeno sovětskou armádou a dodnes se žádná budova nedochovala. Po velkých povodních v povodí Jílovského potoka roku 1987, kdy zde byly nejvyšší srážkové úhrny (195 mm) se v okolí, zejména u odtokového potoka, nesměl nikdo pohybovat kvůli nebezpečí sesuvu naplavenin.[zdroj?]

## Galerie

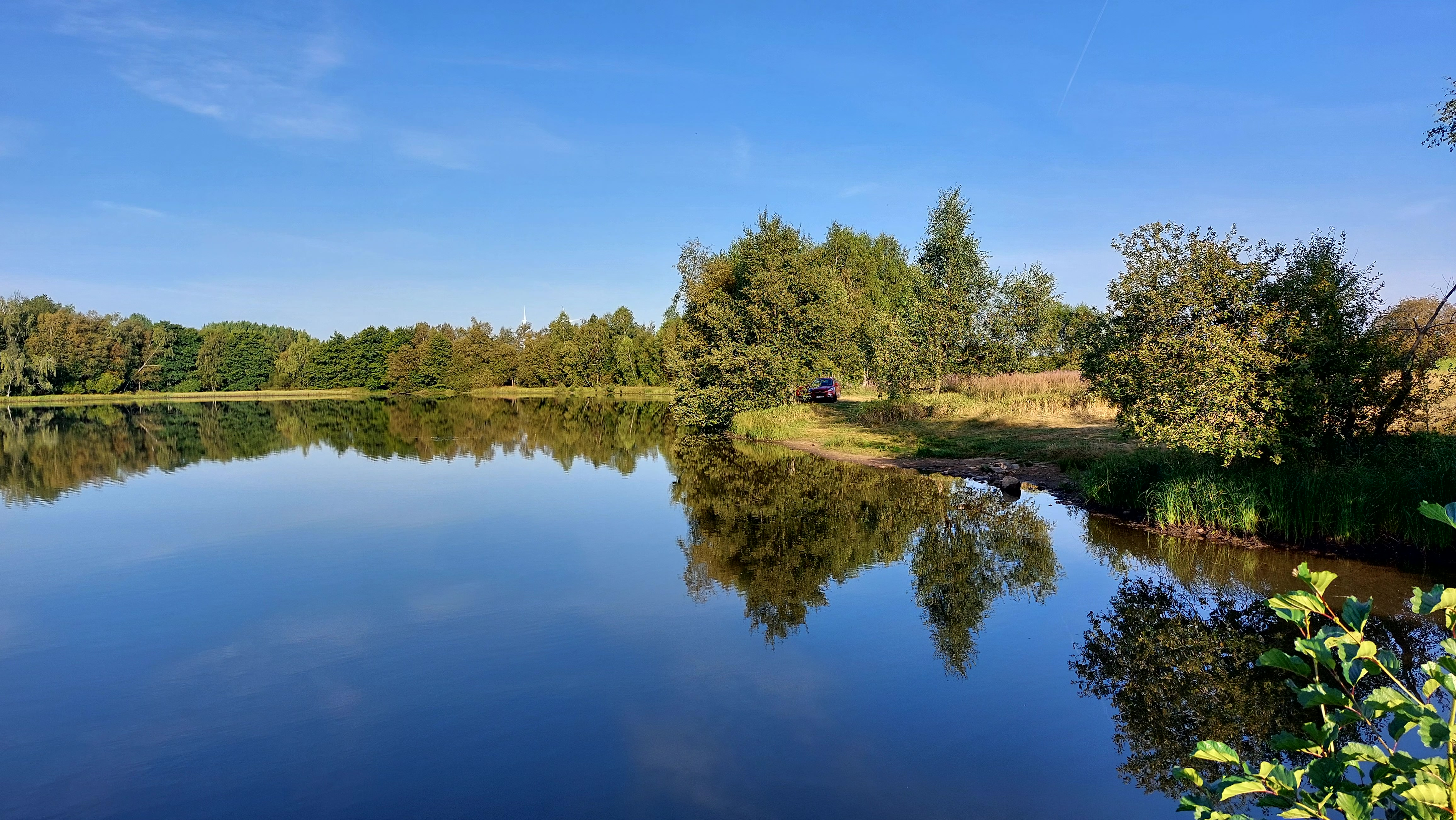
Pohled na pláž na severní straně rybníka
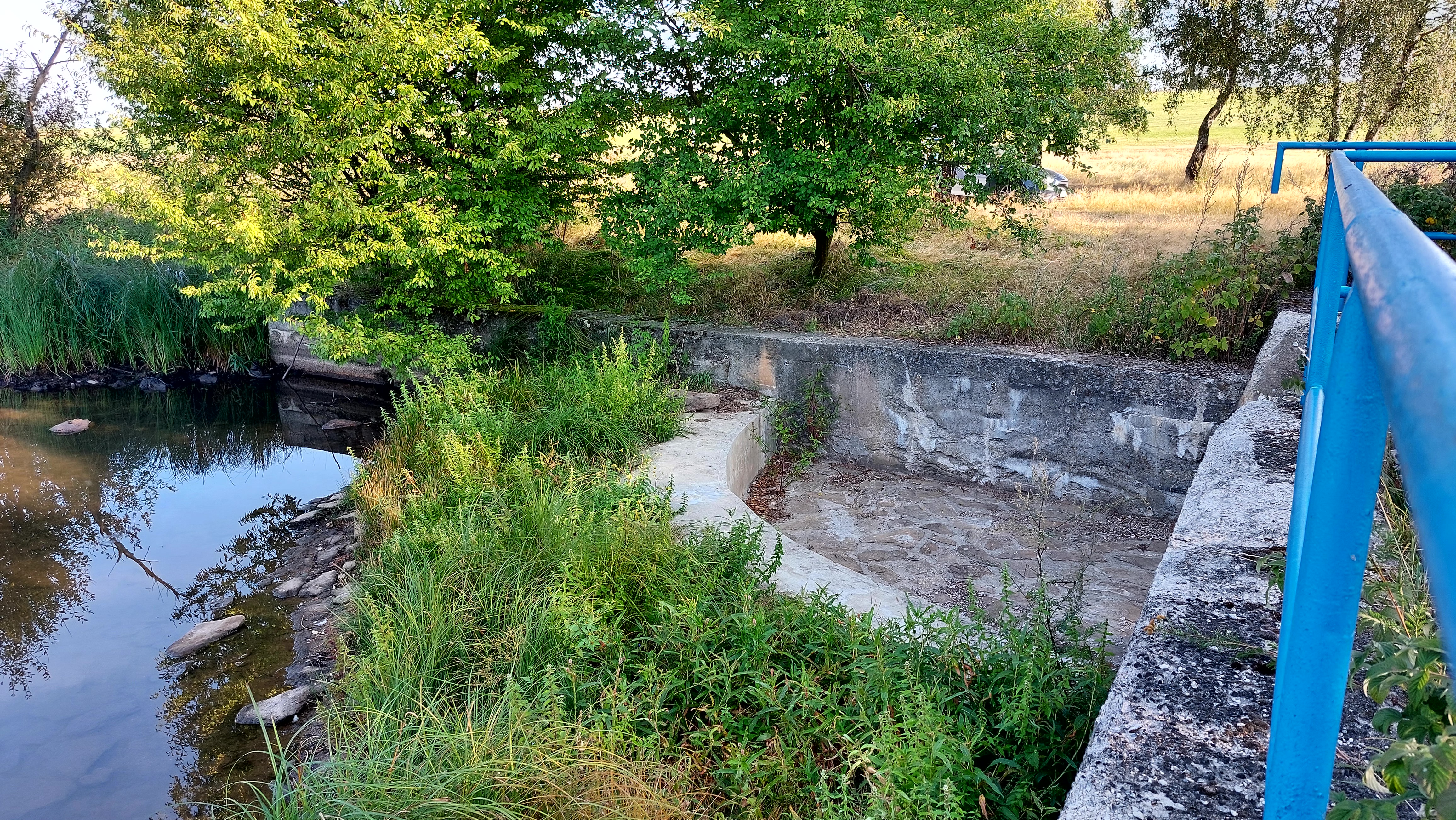
Bezpečnostní přeliv
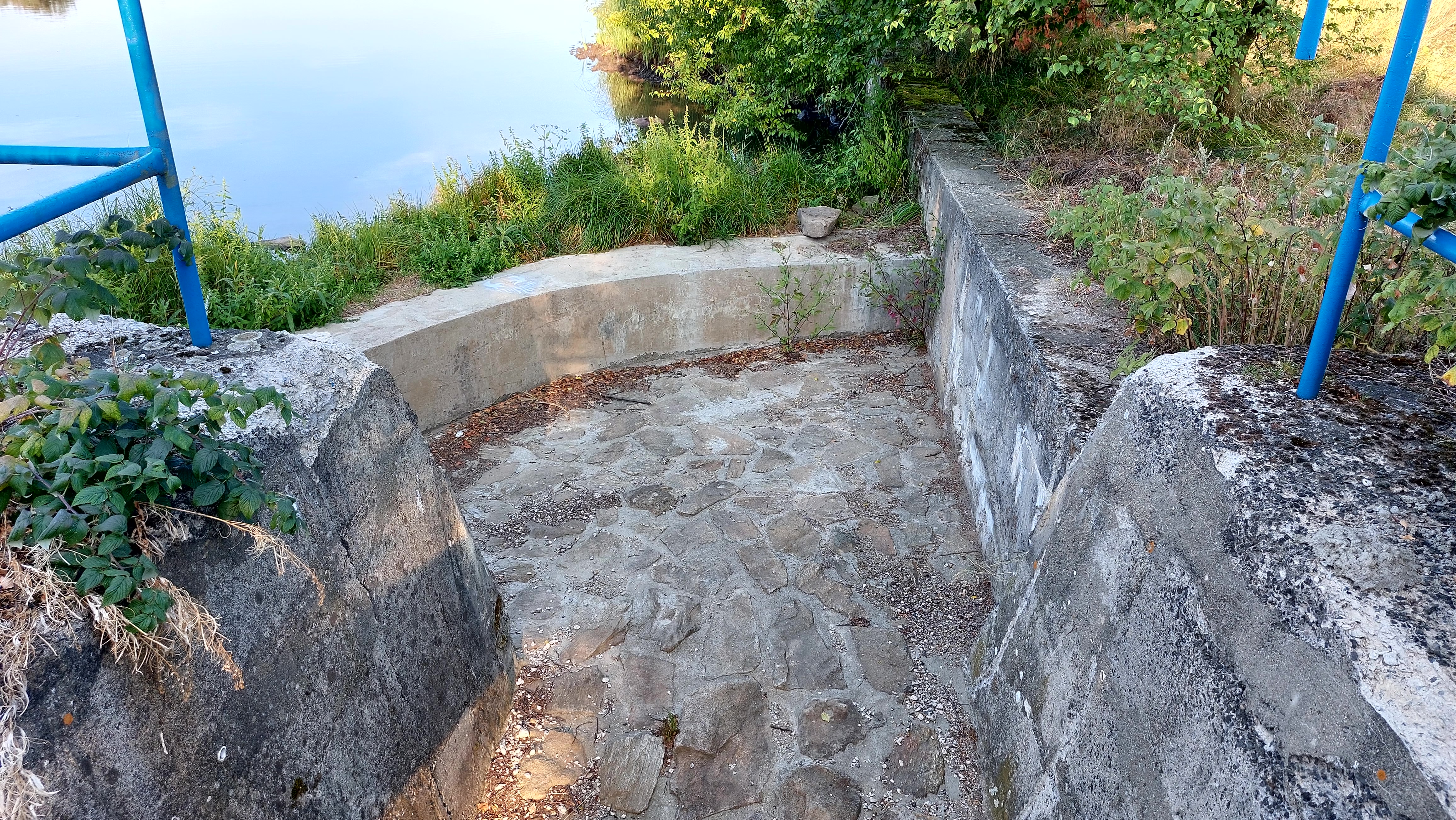
Detail přelivu
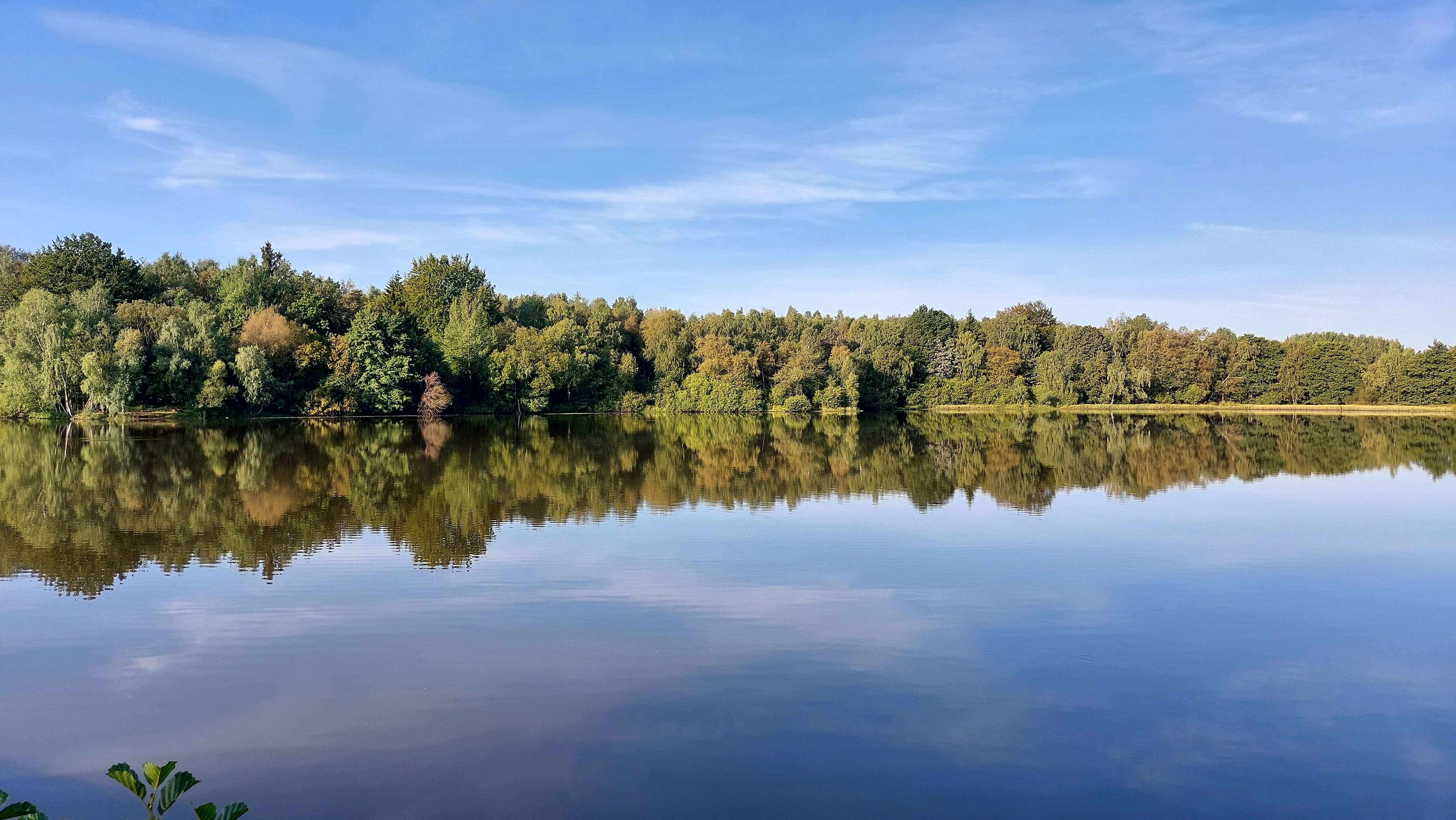
Zrcadlící se hladina